# Флупентиксол
Флупентиксо́л (торговое название: «Флюанксол») — антипсихотическое средство (нейролептик), производное тиоксантена с выраженным антипсихотическим, активирующим и анксиолитическим действием.

## Фармакодинамика
Антипсихотическое действие флупентиксола начинает проявляться при применении препарата в дозе 3 мг/сут, при этом интенсивность действия возрастает с увеличением дозы.
В дозах до 25 мг/сут препарат не оказывает седативного действия, однако в высоких дозах может вызывать неспецифический седативный эффект.
Во всем интервале рекомендуемых доз препарат оказывает выраженное анксиолитическое действие.
При приеме малых доз (до 3 мг/сут) препарат оказывает антидепрессивное действие.
Флупентиксол редуцирует основные симптомы психоза, в том числе галлюцинации, параноидный бред и нарушения мышления. Обладает растормаживающими (антиаутистическим и активирующим) свойствами, а также ослабляет вторичные расстройства настроения, что способствует активизации больных с депрессивной симптоматикой, повышает их коммуникабельность и облегчает социальную адаптацию.
Флупентиксол раствор для в/м введения масляный предназначается для депо-инъекций, являясь депонированной формой флупентиксола. При применении раствора для инъекций депо в малых и средних дозах (до 100 мг 1 раз в 2 недели) неспецифическое седативное действие препарата не проявляется, но может развиваться при высоких дозах.
Флупентиксол в форме раствора для в/м введения (раствора для инъекций депо) имеет значительно большую продолжительность действия, чем флупентиксол в форме таблеток, и позволяет проводить непрерывную антипсихотическую терапию, что особенно важно для лечения пациентов, не выполняющих врачебные предписания. Таким образом флупентиксол предотвращает частые рецидивы, связанные с произвольным прерыванием лечения пациентами. Инъекции флупентиксола могут проводиться с интервалами в 2-4 недели.

## Фармакокинетика
Всасывание: после приема внутрь Cmax флупентиксола в плазме достигается через 3—6 ч. Биодоступность составляет около 40 %.
Распределение: флупентиксол и цис-флупентиксол ((Z)-флупентиксол) незначительно проникают через плацентарный барьер, в небольших количествах выделяются с грудным молоком. Метаболиты не обладают нейролептической активностью.
Метаболизм: После в/м введения цис(Z)-флупентиксола деканоат подвергается ферментативному расщеплению на активный компонент цис(Z)-флупентиксол и декановую кислоту. Cmax цис(Z)-флупентиксола в сыворотке достигается к концу первой недели после инъекции.
Выведение: При приеме внутрь биологический T1/2 составляет примерно 35 ч. При использовании раствора для инъекций депо кривая концентрации в сыворотке снижается экспоненциально с T1/2, равным примерно 3 неделям, что отражает скорость высвобождения флупентиксола из депо. Выводится флупентиксол в виде метаболитов, главным образом, через кишечник и частично — почками.

## Показания
Для применения препарата в дозах до 3 мг/сут
- депрессия легкой и средней степени с тревогой, астенией и отсутствием инициативы;
- хронические невротические расстройства с тревогой, депрессией и апатией;
- психосоматические нарушения с астеническими реакциями;
- острые и ситуационно обусловленные тревожные расстройства и состояния эмоционального напряжения, при которых не требуется седативный/гипнотический эффект (особенно при подозрении, что пациент предрасположен к злоупотреблению транквилизаторами).

Стоит отметить, что, хотя флупентиксол, как и другие типичные (классические) нейролептики, широко использовался с 1970-х годов для лечения тревожных расстройств, наличие экстрапирамидных и других тяжёлых побочных эффектов привело к признанию необходимости отказаться от их использования при этих расстройствах.
Имеются сведения об успешном применении препаратов флюпентиксола в терапии синдрома алкогольной зависимости для купирования патологического влечения к алкоголю. В частности, таблетированные формы используются в комплексной терапии синдрома отмены алкоголя и бензодиазепинов, а инъекционные депо формы с противорецидивной целью, для предотвращения ранних срывов.
Для применения препарата в дозах 3 мг/сут и более
- психотические состояния с преобладанием галлюцинаций, параноидного бреда и нарушений мышления, сопровождающиеся также апатией, анергией и аутизмом.

## Режим дозирования
Для терапии депрессивных и тревожных расстройств начальная доза препарата для приема внутрь составляет 1 мг 1 раз/сут утром или по 500 мкг 2 раза/сут. При отсутствии удовлетворительного терапевтического эффекта через 1 неделю доза может быть увеличена до 2 мг/сут. Суточную дозу, составляющую от 2 мг до 3 мг, следует разделить на несколько приемов. В случае отсутствия терапевтического эффекта при применении флупентиксола в максимальной дозе 3 мг/сут в течение 1 недели препарат следует отменить.
При терапии психотических состояний дозу устанавливают индивидуально, в зависимости от состояния пациента. Начальная суточная доза составляет 3-15 мг в 2-3 приема. При необходимости дозу можно увеличить до 20-30 мг/сут. Максимальная суточная доза составляет 40 мг.
Для поддерживающей терапии препарат применяют в дозе 5-20 мг 1 раз/сут утром.
Раствор для в/м введения масляный (раствор для инъекций депо) вводят глубоко в/м в верхний наружный квадрант ягодицы. Дозы и интервал между введениями устанавливают индивидуально, в зависимости от терапевтического эффекта.
Раствор для инъекций депо (20 мг/мл) обычно вводят в/м в дозе 20-40 мг (1-2 мл) каждые 2-4 недели. Некоторым пациентам могут быть необходимы более высокие дозы или более короткие интервалы между инъекциями.
Если необходимый объём раствора для инъекций депо (20 мг/мл) превышает 2-3 мл за 1 инъекцию, то рекомендуется переход на раствор с большей концентрацией (раствор для в/м введения масляный).
Раствор 100 мг/мл вводят в дозе 50-200 мг (0.5-2 мл) каждые 2-4 недели. При обострении или остром рецидиве заболевания может потребоваться введение препарата в дозе вплоть до 400 мг одномоментно с интервалами в 2 или даже 1 неделю. После купирования острой симптоматики производят постепенное снижение дозы до поддерживающей — обычно 20-200 мг каждые 2-4 недели.
При переходе от лечения пероральными формами препарата на поддерживающее лечение парентеральными растворами, следует руководствоваться следующей схемой: суточная доза (мг) препарата для приема внутрь х 4 = разовая доза (мг) раствора для парентерального введения каждые 2 недели. При этом в течение 1 недели после введения раствора следует продолжать прием препарата внутрь, но в уменьшенной дозе. Последующие дозы и интервалы между инъекциями устанавливают в соответствии с клиническим эффектом. Максимальная доза флупентиксола, вводимого в/м, составляет 400 мг одномоментно с интервалом между инъекциями в 1 неделю.

## Побочное действие
- Со стороны нервной системы: слабость, повышенная утомляемость, психомоторная заторможенность, нарушения цикла «сон — бодрствование»[2], бессонница, тревога[3], головокружение, паркинсонизм, акатизия, дистонические реакции, поздняя дискинезия; редко — злокачественный нейролептический синдром (ЗНС).
- Со стороны сердечно-сосудистой системы: ортостатическая гипотензия, тахикардия.
- Со стороны системы кроветворения: редко — гранулоцитопения.
- Со стороны органов чувств: нарушение аккомодации[4].
- Со стороны пищеварительной системы: сухость во рту, запор, возможны преходящие изменения печёночных проб, холестатическая желтуха.
- Со стороны эндокринной системы: галакторея, гинекомастия, дисменорея, импотенция, снижение либидо, повышение аппетита, увеличение массы тела, потливость, приливы.
- Со стороны мочевыделительной системы: задержка мочи.
- Аллергические реакции: кожная сыпь, дерматит, фотосенсибилизация.

## Противопоказания
- угнетение ЦНС;
- алкогольная или другая интоксикация[3];
- острая интоксикация барбитуратами[4];
- острая интоксикация опиоидными анальгетиками[4];
- печёночная, почечная недостаточность[3];
- аритмии[3];
- активный период приступообразования при эпилепсии[3];
- коматозные состояния[4];
- патологические изменения крови;
- угнетение костного мозга;
- феохромоцитома;
- коллапс;
- беременность[3];
- лактация[3];
- детский возраст;
- повышенная чувствительность к нейролептикам тиоксантеновой структуры.

Пациентам в состоянии возбуждения или гиперактивности не следует назначать недостаточно высокие дозы (до 3 мг) флупентиксола. Кроме того, пациентам с возбуждением или гиперактивностью не следует назначать флупентиксол деканоат, поскольку активирующее действие этого препарата может приводить к обострению данной симптоматики.

## Беременность и лактация
Флупентиксол не рекомендуют применять при беременности и в период лактации (грудного вскармливания).

## Особые указания
С осторожностью назначают препарат пациентам с судорожным синдромом, сердечно-сосудистыми заболеваниями (риск транзиторного снижения АД), глаукомой, язвенной болезнью желудка и двенадцатиперстной кишки, алкоголизмом; нарушением дыхания, связанным с острыми инфекционными заболеваниями, астмой и эмфиземой легких; болезнью Паркинсона, эпилепсией, печеночной недостаточностью; задержкой мочи, гиперплазией предстательной железы с клиническими проявлениями.
В случае предшествующего лечения нейролептиками или транквилизаторами с седативным действием их прием следует прекращать постепенно.
При длительной терапии, особенно с применением препарата в высоких дозах, необходимо проводить тщательный контроль и периодическую оценку состояния пациентов с целью своевременной коррекции поддерживающей дозы.
При сопутствующем лечении диабета назначение флупентиксола может потребовать коррекции дозы инсулина.
Следует иметь в виду, что при применении нейролептиков, в том числе флупентиксола, в редких случаях возможно развитие злокачественного нейролептического синдрома (ЗНС). Основными характеристиками ЗНС являются: гипертермия, мышечная ригидность и нарушение сознания в сочетании с дисфункцией вегетативной нервной системы (лабильное АД, тахикардия, усиление потоотделения). При появлении указанных симптомов необходима срочная отмена нейролептика и назначение симптоматической и поддерживающей терапии.
Хотя в большинстве случаев препарат не вызывает седативного эффекта, необходимо учитывать возможность его влияния на способность к управлению автомобилем и другими механизмами.
При применении препарата (особенно в начале лечения) следует избегать занятий потенциально опасными видами деятельности до определения индивидуальной реакции на флупентиксол.
При применении флупентиксола не рекомендуется употреблять спиртные напитки.

## Передозировка
Симптомы: возможны сонливость, гипер- или гипотермия, экстрапирамидные расстройства, судороги, артериальная гипотензия, шок, кома.
Лечение: проводят симптоматическую и поддерживающую терапию. В случае приема препарата внутрь необходимо как можно быстрее промыть желудок, рекомендуется прием сорбента. Следует принять меры, направленные на поддержание деятельности дыхательной и сердечно-сосудистой систем. Не следует использовать адреналин, так как это может привести к последующему понижению АД. Судороги можно купировать диазепамом, а экстрапирамидные симптомы — бипериденом.

## Лекарственное взаимодействие
Флупентиксол потенцирует действие снотворных препаратов, анальгетиков, барбитуратов, алкоголя, пиперидиновых нейролептиков, наркотиков.
Флупентиксол не следует применять совместно с гуанетидином и средствами с аналогичным действием, так как нейролептики могут ослаблять их гипотензивный эффект.
При совместном применении флупентиксол может снижать эффективность леводопы, амфетамина, адренергических средств.
При одновременном применении флупентиксола с метоклопрамидом и пиперазином увеличивается риск развития экстрапирамидных расстройств.
Флупентиксол не должен смешиваться с другими жидкостями для инъекций.

## Условия и сроки хранения
Список Б. Таблетки следует хранить при температуре не выше 30 °C. Срок годности — 3 года.
Раствор для в/м введения масляный и раствор для инъекций депо следует хранить в защищенном от света месте при температуре не выше 25 °C. Срок годности — 4 года.